# East Peru, Iowa
East Peru là một thành phố thuộc quận Madison, tiểu bang Iowa, Hoa Kỳ. Năm 2010, dân số của thành phố này là 125 người.

## Dân số
Dân số qua các năm:
- Năm 2000: 153 người.
- Năm 2010: 125 người.